# Qualificazioni al Campionato africano femminile di pallacanestro 2009
Le qualificazioni per il Campionato africano di pallacanestro femminile 2009 misero in palio 7 posti per gli Campionati africani 2009 che si tennero in Madagascar.

## Qualificate
Nazione ospitante:
 Madagascar
Grazie ai risultati della precedente edizione:
- Senegal
- Mali
- Angola
- Mozambico

## Eliminatorie Zona I
Torneo non disputato. Qualificata  Tunisia

## Eliminatorie Zona II
Torneo non disputato. Qualificata  Guinea, ma poi ritirata

## Eliminatorie Zona III
| Squadra        | P.ti | G | V | P | PF  | PS  | DP |
| -------------- | ---- | - | - | - | --- | --- | -- |
| Nigeria        | 4    | 3 | 2 | 1 | 189 | 182 | +7 |
| Costa d'Avorio | 2    | 3 | 1 | 2 | 182 | 189 | −8 |

 Costa d'Avorio ripescata.

## Eliminatorie Zona IV
| Squadra      | P.ti | G | V | P | PF  | PS  | DP  |
| ------------ | ---- | - | - | - | --- | --- | --- |
| Camerun      | 4    | 2 | 2 | 0 | 114 | 84  | +30 |
| RD del Congo | 0    | 2 | 0 | 2 | 84  | 114 | −30 |

## Eliminatorie Zona V
| Squadra | P.ti | G | V | P | PF  | PS  | DP   |
| ------- | ---- | - | - | - | --- | --- | ---- |
| Ruanda  | 12   | 6 | 6 | 0 | 497 | 254 | +165 |
| Kenya   | 6    | 6 | 3 | 3 | 362 | 313 | +49  |
| Uganda  | 6    | 6 | 3 | 3 | 376 | 420 | -44  |
| Burundi | 0    | 6 | 0 | 6 | 277 | 447 | -170 |

## Eliminatorie Zona VI
| Squadra   | P.ti | G | V | P | PF | PS | DP |
| --------- | ---- | - | - | - | -- | -- | -- |
| Sudafrica | 4    | 2 | 2 | 0 | 94 | 92 | +2 |
| Zimbabwe  | 0    | 2 | 0 | 2 | 92 | 94 | −2 |

## Eliminatorie Zona VII
Torneo non disputato.  Mauritius qualificata come unica partecipante.